# Charroux (Vienne)
Charroux – miejscowość i gmina w zachodniej Francji, w regionie Nowa Akwitania, w departamencie Vienne.
Według danych na rok 1990 gminę zamieszkiwało 1428 osób, a gęstość zaludnienia wynosiła 32 osób/km² (wśród 1467 gmin regionu Poitou-Charentes Charroux plasuje się na 202. miejscu pod względem liczby ludności, natomiast pod względem powierzchni na miejscu 53.).
Od X do XV wieku było stolicą hrabstwa Marche.